# Franz Xaver Procházka

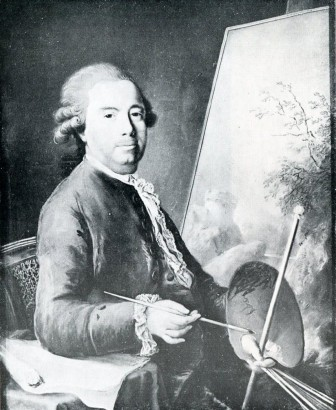
Franz Xaver Procházka

Franz Xaver Procházka (* 27. November 1746 in Prag; † 15. April 1815 ebenda) war ein böhmischer Maler.

## Leben
Procházka wurde bei den Piaristen erzogen. Malunterricht erhielt er durch Johann Kastner und Ende der 1760er Jahre durch Karl Michori in Dresden. Möglicherweise ging er auch in die Schule von Norbert Grund. Procházka begleitete den Prinzen von Schwarzenberg bei dessen Grand Tour, wobei er Gelegenheit hatte, Studien in vielen Ländern Europas zu machen.

## Bedeutung
Franz Xaver Procházka gilt als Meister von Nachtszenen. Er begann im Barockstil mit religiösen Gemälden und Ideallandschaften, gehörte in seiner Reifezeit aber bereits der Romantik an. Seine Landschaften, die meist durch große Hell-Dunkel-Kontraste gekennzeichnet sind, spiegeln eine melancholische Grundstimmung.

## Werke
- Nächtliche Landschaft (Sammlung Kooperativa, Wiener Städtische Versicherung), 1811, Öl auf Leinwand, 37 × 53 cm (von der Nationalgalerie Prag restituiert)

Gemälde Procházkas befinden sich unter anderem in der Gemäldegalerie des Klosters Strahov in Prag.